# 빅토르 시몽이스
빅토르 시몽이스 지 올리베이라(Victor Simões de Oliveira, 1981년 3월 23일)는 브라질의 전 축구 선수이다. K리그에선 시몬이라는 등록명으로 활약했다.